# دوغلاس وات
دوغلاس وات هو سياسي كندي، ولد في 13 أبريل 1914، وتوفي في 24 ديسمبر 1985. انتخب عضو المجلس التنفيذي لمانيتوبا ‏.